# Уэлсли, Генри Морнингтон Артур, 3-й граф Коули
Генри Артур Морнингтон Уэлсли, 3-й граф Коули (англ. Henry Arthur Mornington Wellesley, 3rd Earl Cowley; 14 января 1866 — 15 января 1919) — британский аристократ. Он носил титул учтивости — лорд Данган с 1884 по 1895 год.

## Ранняя жизнь
Генри родился в Уилтон-Плейс в Лондоне 14 января 1866 года. Единственный сын Уильяма Уэлсли, 2-го графа Коули (1834—1895) и Эмили Гвендолин Пирс-Уильямс (1839—1932). Его единственная сестра, леди Ева Уэлсли, стала женой Рэндольфа Уимсса (1858—1908), лэрда замка Уэмисс и главы клана Уимсс.
Его мать была второй дочерью полковника Томаса Пирса Уильямса, члена парламента от Грейт-Марлоу, и Эмили Бэкон (дочери Энтони Бушби Бэкона из Элкотта). Его бабушкой и дедушкой по отцовской линии были Генри Уэлсли, 1-й граф Коули (старший сын Генри Уэлсли, 1-го барона Коули, и леди Шарлотты Кадоган, дочери 1-го графа Кадогана) и достопочтенная Оливия Сесилия Фицджеральд (дочь 20-й баронессы де Рос и лорда Генри Фицджеральда, четвёртого сына 1-го герцога Ленстера). Его дед, 1-й граф Коули, был послом королевы Виктории во Франции в течение пятнадцати лет и приходился племянником 1-му герцогу Веллингтону и 1-му маркизу Уэлсли. Тётя лорда Коули, леди Федоровна Уэлсли, была замужем за Фрэнсисом Берти, 1-м виконтом Берти Теймским, который также служил послом Великобритании во Франции.

## Карьера
Он учился в Итонском колледже с 1880 по 1881 год.
Он был капитаном Уилтширского полка и получил звание лейтенанта в 1893 году в Королевском Глостерширском гусарском полку. После смерти отца в 1895 году он стал 3-м графом Коули. В 1899—1900 годах лорд Коули участвовал в Англо-бурской войне в составе Имперских йоменов.
Он занимал должность мирового судьи Уилтшира.

## Личная жизнь
В 1888 году на него подали в суд за нарушение обещания со стороны актрисы Филлис Бротон. Дело было урегулировано на сумму 2 500 фунтов стерлингов. Его адвокаты подчеркнули, что расторжение помолвки не связано с характером актрисы.
17 декабря 1889 года он женился на леди Вайолет Невилл (7 декабря 1866 — 28 марта 1910) в церкви Святого Георгия на Ганновер-сквер в Лондоне. Вайолет была дочерью Уильяма Невилла, 1-го маркиза Абергавенни, и Кэролайн Ванден-Бемпде-Джонстон (дочь сэра Джона Ванден-Бемпде-Джонстона, 2-го баронета). До того, как она развелась с ним 2 февраля 1897 года, заявив о «неправомерном поведении», у них был один сын:
- Кристиан Артур Уэлсли, 4-й граф Коули (25 декабря 1890 — 29 августа 1962), актёр и армейский офицер, женившийся на актрисе Мэй Пикард в 1914 году[7] . Они развелись в 1933 году, и он снова женился на миссис Мэри Хаймс (урождённая Мэри Элси Мэй) в 1933 году[1][8].

14 декабря 1905 года в Коломбо на Шри-Ланке он вторым браком он женился на Достопочтенной Миллисент Флоренс Элеонора (урождённая Уилсон) Крэдок-Хартопп (4 декабря 1872 — 29 ноября 1952). Миллисент, разведенная жена сэра Чарльза Крэдока-Хартоппа, 5-го баронета, была дочерью Чарльза Уилсона, 1-го барона Нанбернхолма, и Флоренс Джейн Хелен Уэлсли. В 1912 году, ещё будучи женатым на своей второй жене, лорд Коули был назначен корреспондентом в бракоразводном процессе Джеффри Чарльза Бакстона против его жены. Прежде чем она развелась с ним в 1913 году, сославшись на его «дезертирство и неправомерное поведение по отношению к миссис Бакстон» . Они были родителями:
- Достопочтенный Генри Джеральд Валериан Фрэнсис Уэлсли (8 августа 1907 — 25 декабря 1981), который женился на Дорис Кэролайн Сабиа Кеннеди, дочери Эдварда Роберта Кеннеди, в 1929 году[11]. Они развелись в 1953 году, и в 1954 году он женился на Нэнси Джоан Хиллиам, дочери Бентли Коллингвуда Хиллиама. Его второй брак был аннулирован в 1955 году, и в 1957 году он женился на Марине Изабель Шерлок Юстас, дочери Фрэнка Роуленда Юстаса. Они развелись в 1969 году, и в 1969 году он женился, в четвёртый раз, на Валери Роуз Питман, дочери Кристиана Эрнеста Питмана[1].

Его третий и последний брак был заключен 19 января 1914 года был с Клэр Флоренс Мэри (урождённой Стэплтон) Бакстон (? — 8 мая 1949) . Клэр, которая к тому времени развелась со своим мужем Джеффри Бакстоном из Данстон-холла, была дочерью сэра Фрэнсиса Стэплтона, 8-го баронета, и Мэри Кэтрин Гладстон. Они были родителями:
- Леди Диана Мэри Уэлсли (1914 — 2 января 1984)[13] . Она вышла замуж за полковника Дэниела Диксона, 2-го барона Гленторана, сына Герберта Диксона, 1-го барона Гленторана, и достопочтенной Эмили Бингэм (дочь Джона Бингэма, 5-го барона Кланморриса)[1].
- Леди Сесилия Кэтрин Уэлсли (1917 — 30 сентября 1952), вышедшая замуж за Джона Клода Смайли, сына майора сэра Джона Смайли, 2-го баронета, в 1936 году[14]. Они развелись в 1942 году, и она вышла замуж за подполковника Нормана Дэвида Мелвилла Джонстона, сына майора Чарльза Мелвилла Джонстона, в 1942 году. Они развелись в 1950 году, и в 1950 году она вышла замуж в третий раз за Нормана Хаймана Вахмана, сына Вулфа Вахмана[1].

Лорд Коули умер в Чиппенхэме в Уилтшире 15 января 1919 года в возрасте 53 лет. Он был похоронен в Чиппенхэме. Его вдова, вдовствующая графиня Коули, погибла в пожаре 8 мая 1949 года.